# Sivar Arnér
Sivar Arnér (Parrocchia di Arby, 13 marzo 1909 – Stoccolma, 13 gennaio 1997) è stato uno scrittore svedese.
Tra le sue innumerevoli opere si citano Lo stivale del guerriero (1943), Portafoglio perduto (1943), Soldato e chierico (1945), Bel tempo (1950), Veramente (1965), ecc.
In tempi più tardi scrisse anche radiodrammi e opere psicanalitiche come Bello e buono (1969) e La regina (1984).
Nel 1971 fu insignito del Premio Dobloug.